# Jobb és bal oldali közlekedés

A haladás irányának megoszlása a világban:
jobb oldali közlekedés (66%)
bal oldali közlekedés (34%)

A jobb és bal oldali közlekedés, avagy a közlekedés iránya az egymással ellenkező irányba haladó járművek, vagy alkalmanként személyek meghatározott menetiránya egymás mellett. A közlekedés iránya legfőképp a motorizáció elterjedésével vált lényeges szabályozni való szemponttá a közutak vonatkozásában az ott közlekedő, nagy sebességű gépjárművek miatt, amelyek közlekedése enélkül fokozott balesetveszélyt jelentett volna. Alapvetően, ha azonos felszínen ellenkező irányú forgalom zajlik, szabályozni kell az ellentétes forgalomhoz képest a haladás helyét és irányát. Ez történhet egyirányú útvonalakkal is, de ha erre nincs lehetőség meg kell határozni a kétirányú forgalom egymáshoz való igazodását.

## Jellege
A közlekedési irányokat sok esetben nem határozták, illetve határozzák meg egységes szabályok, hanem az évszázados szokásjog és a gyakorlat befolyásolták kialakulásukat. A közlekedési irány megváltoztatása a technika korában rendkívüli körültekintést, hosszas előkészítő munkát és jelentős anyagi erőforrásokat igényel. Az egységes közigazgatású országokban (mint például a hadsereg által elfoglalt területeken is) célszerű az egységes közlekedési rend fenntartása. A közlekedési irány megváltoztatását a közlekedési környezet és a rendelkezésre álló anyagi erőforrások is nagyban befolyásolják, így maradhatott meg bizonyos zártpályás rendszereknél a bal oldali közlekedés.

Szórólap a magyarországi jobb oldali közlekedés részleges bevezetéséről

Magyarországon a közúti közlekedésben 1941. július 6-án tértek át a bal oldaliról a jobb oldali közlekedésre, kivéve Budapesten és környékén, ahol – az autóbuszok ajtóinak átszerelése miatt – csak november 9-én. (Érdekesség, hogy Románia már korábban bevezette a jobb oldali közlekedést, így Erdély visszacsatolásával ott az 1940–41-es időszakra visszaállították a bal oldali közlekedést a magyar hatóságok.)

Vasúti közlekedés iránya Európában (kék: jobb oldali, sárga: bal oldali közlekedés

A vasúti forgalomban a kérdésnek külön története van. A Monarchiában társaságonként változó volt a jobb vagy bal oldali közlekedés rendje (Ausztriában ennek máig van kihatása), de valószínűleg Magyarországon kivételekkel, de a jobb oldali közlekedés volt jellemző. Viszont a kisföldalattin, annak teljes rekonstrukciójáig (1973), bal oldali forgalom volt. Jelenleg Magyarországon bal oldali irányú közlekedés van érvényben Déli pályaudvar–Kelenföld, Keleti pályaudvar–Rákos vasútállomás között (Kőbánya felsőtől a felső pályán) és a gödöllői hév vonalán. Utóbbin valószínűleg a teljes rekonstrukciója esetén térnek át a jobb oldali közlekedésre.
A vízi közlekedésben előfordul, hogy a menetirányok nem a közúti forgalomnak megfelelőek. Saját közlekedési szabályok és táblák vannak, kivéve Velence és lagúnája területét, ahol teljesen a szárazföldi szabályok és KRESZ-táblák érvényesek.
A Napóleonnal kapcsolatos szóbeszéd, hogy ő rendelte el az általa meghódított területeken a jobb oldali közlekedést – megtalálható a Die Zeit legendarovatában. Eszerint Napóleon valóban elrendelte az általa meghódított területeken a jobbkezes közlekedést, de ehhez az angoloknak semmi közük nem volt; Napóleon csak az addigi gyakorlatot intézményesítette, néhány korábban balkezes országban is. Ráadásul a francia seregek visszavonulását követően a felszabadult országok visszatértek a bal oldali közlekedésre. A 20. század közepéig emellett is maradtak.

## Története

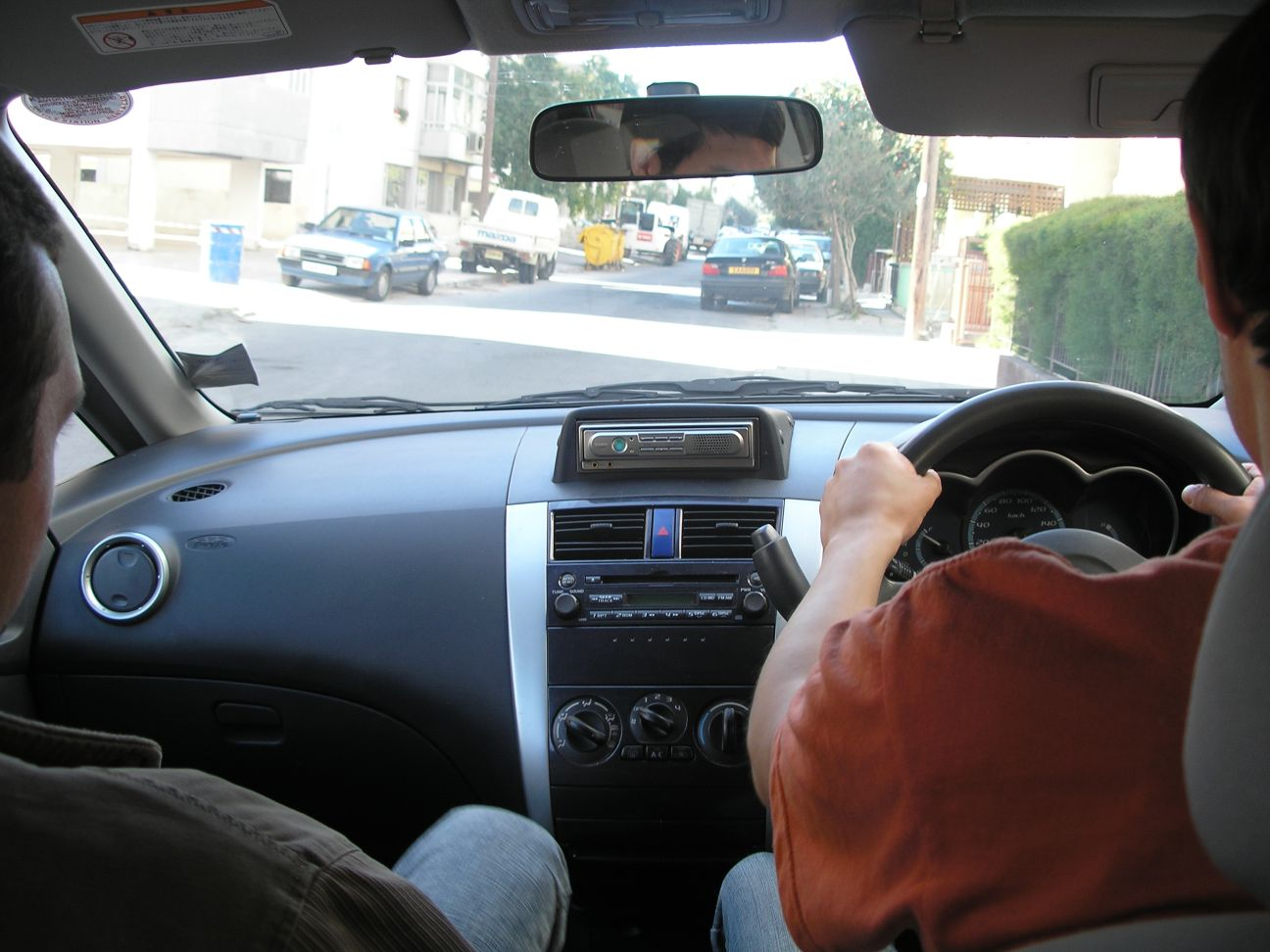
Egy jobb kormányos autó belülről (Mitsubishi Colt)

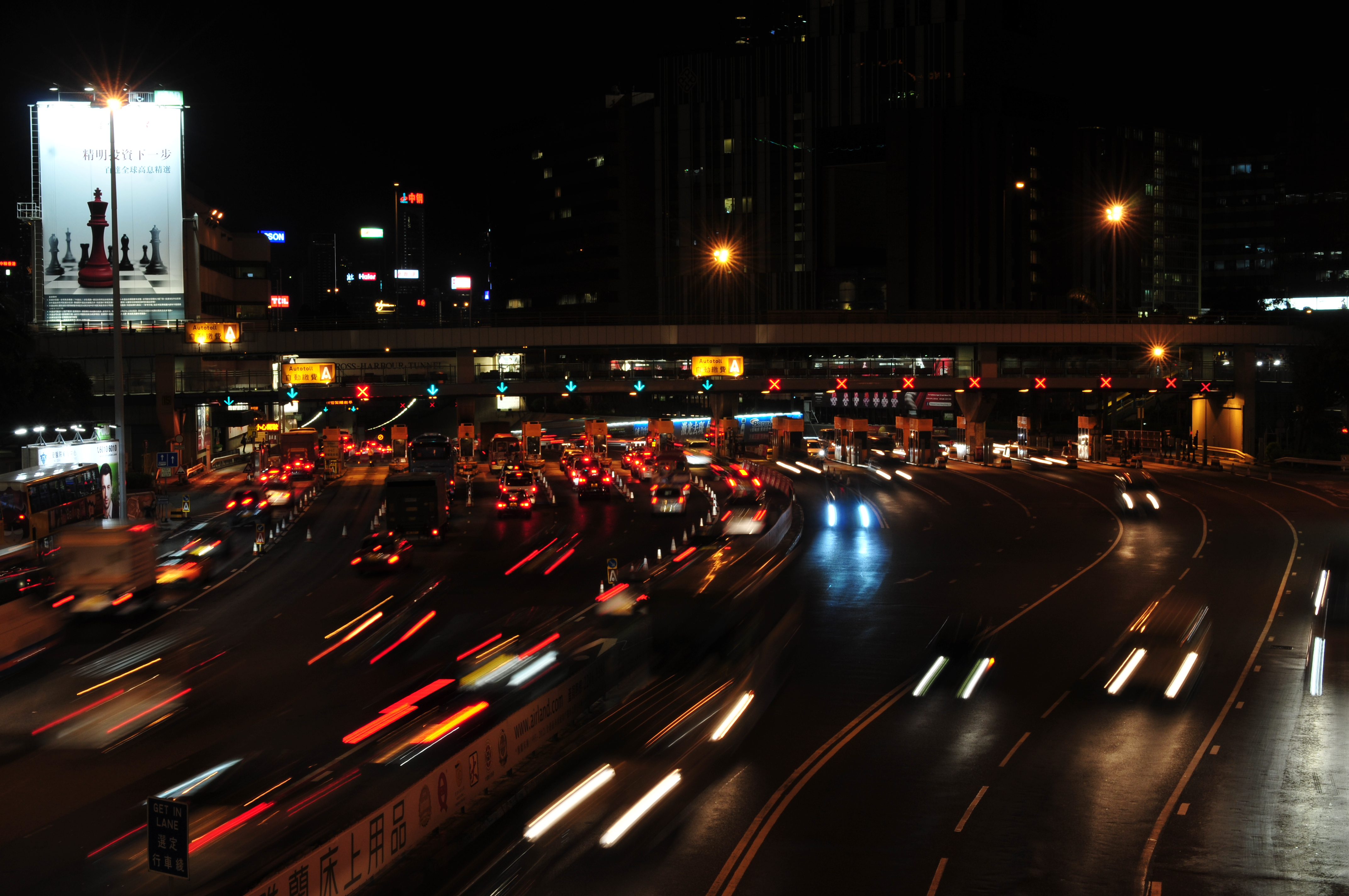
Hongkong

A világ lakosságának kb. 34%-a vezet a bal oldalon, és 66%-a a jobb oldalon. Az utak hosszának arányában 28% a bal oldali, 72% a jobb oldali közlekedésre épült, annak ellenére, hogy szinte az egész világon az 1700-as évekig bal oldali közlekedés volt, mivel akkor ez tűnt észszerűbbnek a jobbkezesek számára.
A feljegyzések szerint az ókori Rómában bal oldali közlekedés volt. Ennek pontos oka nem ismert, de feltehetően arra vezethető vissza, hogy az ókorban a lakók rendszeresen magukkal hordták fegyverüket, elsősorban kardjukat. Mivel az emberek nagy többsége jobbkezes, ezért biztonságosabbnak érezte, ha egy ismeretlennel szemben a bal oldalon halad, így a rosszindulattal felé közeledőre gyorsabban ránthatta kardját.
Más magyarázat szerint (Parkinson törvénye/A káderezés): „Ha a kardot jobb kézzel forgatták, akkor a hüvelyt bal oldalon kellett viselni. Bal oldalt viselt kardhüvellyel azonban fizikailag lehetetlen jobbról felülni a lóra. ... Ha viszont az ember bal oldalról száll lóra, akkor a lovat az út bal szélére vezeti, hogy felszállás közben ne akadályozza a forgalmat” – ezért természetes, hogy elindulása után is bal oldalon közlekedik.
A középkorban a hintók, szekerek szintén bal oldalra tértek ki, ha velük szembe jött valami. A gyalogosok a járdával nem rendelkező utakon a járművekkel szemben, az út jobb oldalán közlekedtek. A francia forradalom idején szimbolikus jelentősége volt annak, ki melyik oldalon halad: a szegények a jobb oldalon, a ribillió ellenfelei, az arisztokraták pedig a bal oldalon. Így nem csoda, hogy Napóleon a közlekedés megváltoztatása mellett döntött. Rossz nyelvek szerint döntésében szerepet játszott az is, hogy ő maga balkezes volt. Napóleon fél Európát elfoglalta, és ezekben az országokban bevezette a jobb oldali közlekedést. Az országutak gyakorlatilag egy kocsi elhaladásához elegendő, két keréknyom távolságnak megfelelő szélességűek voltak, így folyamatos kétirányú forgalomról nem lehetett beszélni, csupán arról, hogy találkozáskor a lassúbbnak merre kell kitérnie.
A bal oldali közlekedés főleg a Brit-szigetek területén honosodott meg, ahol ez a jobbkezes kardhasználat mellett a lovagi tornák alkalmával lezajlott lándzsás bajvívásra is visszavezethető, mellyel szintén jobb felől tartva küzdöttek meg. Ennek köszönhető, hogy a bal oldali közlekedés a világon elsősorban az egykori brit gyarmati területeken is így alakult ki, például Ausztráliában vagy Hongkongban. A gyarmatosítás előtti Keleten szintén ez volt a gyakorlat.
Vannak tanulmányok, amelyek azt sugallják, hogy a bal oldali közlekedés biztonságosabb, mint a jobb oldali. A legtöbb embernek ugyanis a látás terén is a jobb oldala a domináns. Bal oldali közlekedés esetén pedig, például egy előzésnél, a domináns jobb szem irányításával pontosabban képes az ember a távolságot és a sebességet megbecsülni.[forrás?]

## Járművek
Függetlenül attól, hogy egy gépjármű jobb vagy bal oldali közlekedésre készült, azaz bal vagy jobb oldalon van a kormánya, mindkét változat közlekedhet ellentétes forgalmú országban is, de a vezetőnek ez esetben fokozottabban kell figyelnie, hisz a másik irányból kell forgalomra számítania, ellenkező irányba kell tartania, előzéskor pedig nehéz az előtte haladó gépjármű mögül kilesnie az esetleges szembejövő forgalmat.
A világ valamennyi multinacionális és ismert autógyára készített és készít mindkét forgalomba való járműveket, bár alapesetben a kormány, a műszerfal és a lámpák fényének átpozicionálásán, kvázi tükrözésén kívül a többi kezelőszerv (pedálok és sebességváltókar elrendezése, indítókulcs helye stb.) rendszerint változatlanok. Ugyanakkor a bal oldali közlekedésű országokban vannak olyan típusú autók is, amelyeket helyi gyártók kizárólag belföldi piacra szántak, így bal kormánnyal jobb oldali közlekedésű forgalomba nem is készültek, illetve készülnek (pl. Nissan Skyline Japánban).

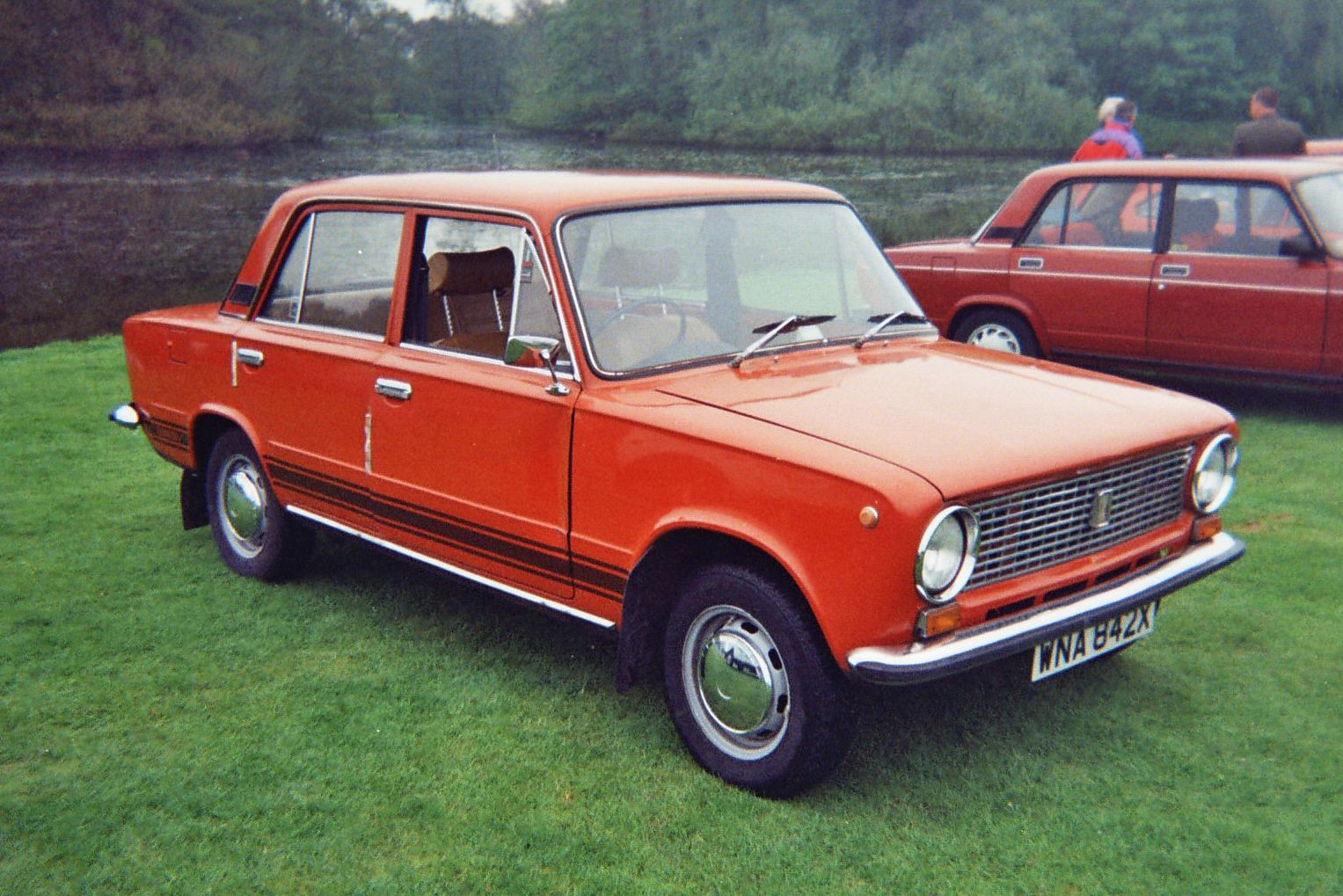
Jobbkormányos Lada 1200 Nagy-Britanniában

Kevésbé ismert, hogy a rendszerváltás előtt a KGST-országokban gyártott gépjárművek közül több típust készítettek exportra nyugati országokba, köztük ellentétes közlekedésű országokba, például  Nagy-Britanniába és Ausztráliába is. E helyekre ezért az ottani szabványok szerint jobb oldali kormánnyal szerelték ezen járműveket, így többek között a Lada, a Škoda, a Moszkvics, a Wartburg és az Ikarus típusai is megjelentek ezeken a piacokon.
A Mercedes az Unimog nevű univerzális kisteherautójához a kétezres évek elején fejlesztette ki a „Vario Pilot”® funkciót, amellyel a kormány a műszerfallal együtt áttolható a másik oldalra, így váltogatható a vezetőoldal, bár ennek a funkciónak elsősorban a járműre szerelt eszközök (pl. fűkasza) működtetése során van jelentősége.

## Összehasonlítás
| - A szembejövő forgalom jobbról érkezik. - Jobbra kanyarodáskor kell keresztezni a szembejövő sávot. - A közúti jelzések általában az út bal oldalán vannak elhelyezve. - Jobbról kell előzni. - A körforgalmakban az óramutatóval megegyező irányban kell haladni. - Az autópályáknak a bal oldala a helyes oldal. - A gyalogosoknak kétirányú úton való átkeléskor először jobbra kell nézniük. - A legtöbb járműnek a jobb oldalon van a kormánya. | - A szembejövő forgalom balról érkezik. - Balra kanyarodáskor keresztezni kell a szembejövő sávot. - A közúti jelzések (pl. jelzőtáblák) általában az út jobb oldalán vannak elhelyezve. - Balról kell előzni. - A körforgalmakban az óramutatóval ellentétes irányban kell haladni. - Az autópályáknak a jobb oldala a helyes oldal. - A gyalogosoknak kétirányú úton való átkeléskor először balra kell nézniük. - A legtöbb járműnek a bal oldalon van a kormánya. |

## Országok listája
Az alábbi országokban Balra tarts, vagyis jobb kormányos közlekedés van:

### Afrika
- Botswana
- Kenya
- Lesotho
- Malawi
- Mauritius
- Mozambik
- Namíbia
- Zambia
- Seychelle-szigetek
- Zimbabwe
- Dél-afrikai Köztársaság
- Szváziföld
- Tanzánia
- Uganda

### Európa
- Egyesült Királyság
- Írország
- Man-sziget
- Guernsey
- Jersey
- Málta
- Ciprus (a török Észak-Ciprus is)

### Ázsia
- Banglades
- Bhután
- Brunei
- Hongkong
- India
- Indonézia
- Japán
- Makaó
- Malajzia
- Maldív-szigetek
- Nepál
- Kelet-Timor
- Pakisztán
- Szingapúr
- Srí Lanka
- Thaiföld

### Észak-Amerika
Észak-Amerika mindhárom állama jobb oldali közlekedést követ.

### Közép-Amerika
- Amerikai Virgin-szigetek
- Anguilla
- Antigua és Barbuda
- Bahama-szigetek
- Bermuda
- Barbados
- Brit Virgin-szigetek
- Dominikai Közösség
- Grenada
- Jamaica
- Kajmán-szigetek
- Montserrat
- Saint Kitts és Nevis
- Saint Lucia
- Saint Vincent és a Grenadine-szigetek
- Trinidad és Tobago

### Óceánia
- Ausztrália
- Cook-szigetek
- Fidzsi-szigetek
- Kiribati
- Nauru
- Pápua Új-Guinea
- Salamon-szigetek
- Szamoa
- Tonga
- Tuvalu
- Új-Zéland

### Dél-Amerika
- Bolívia (kizárólag a Yungas úton, máshol jobbra tarts van)
- Falkland-szigetek
- Guyana
- Suriname